# Tesserogastria
Genre
Tesserogastria est un genre de trachyméduses (hydrozoaires) de la famille des Ptychogastriidae.

## Liste d'espèces
Selon World Register of Marine Species (3 mars 2019) :
- Tesserogastria musculosa Beyer, 1959

## Publication originale
(en) Fredrik Beyer, « A new, bottom-living Trachymedusa from the Oslofjord. Description of the species, and a general discussion of the life conditions and fauna of the fjord deeps », Nytt magasin for zoologi, vol. 6,‎ 1958, p. 121-143. 